# Esquadrão N.º 36 da RAAF
O Esquadrão N.º 36 é um esquadrão de transporte aéreo estratégico da Real Força Aérea Australiana (RAAF). Opera aeronaves Boeing C-17 Globemaster III a partir da Base Aérea de Amberley, em Queensland. O esquadrão prestou serviço a operar aeronaves de transporte na Segunda Guerra Mundial, na Guerra da Coreia, nos confrontos entre a Indonésia e a Malásia, na Guerra do Vietname, e na guerra do Afeganistão e Iraque. Prestou também apoio às operações humanitárias de manutenção da paz australianas à volta do globo, incluindo na Somália, no Cambodja, em Timor-Leste e na Indonésia.
O esquadrão foi formado na Estação de Laverton, em Victoria, em Março de 1942, e foi equipado com aeronaves Douglas DC-2. Mais tarde, durante a guerra, começou a operar Douglas C-47 Dakotas. De 1946 a 1953 esteve hierarquicamente dependente da Asa N.º 86, que tinha sede em Nova Gales do Sul na Estação de Schofields e, mais tarde, em Richmond. Em 1953 sofreu uma reforma em Iwakuni, no Japão, como parte da Asa N.º 91. Regressou à Austrália e à Asa N.º 86 em 1955. O esquadrão começou a ser reequipado com aeronaves C-130 Hercules em Richmond em 1958, tornando-se na primeira força fora dos EUA a operar estas aeronaves. Na metade de século que se seguiu, voou duas versões do Hercules: o C-130A e o C-130H. O esquadrão foi transferido para Amberley em 2006, na mesma altura em que adquiriu o seu primeiro Globemaster.

## Missão e equipamento

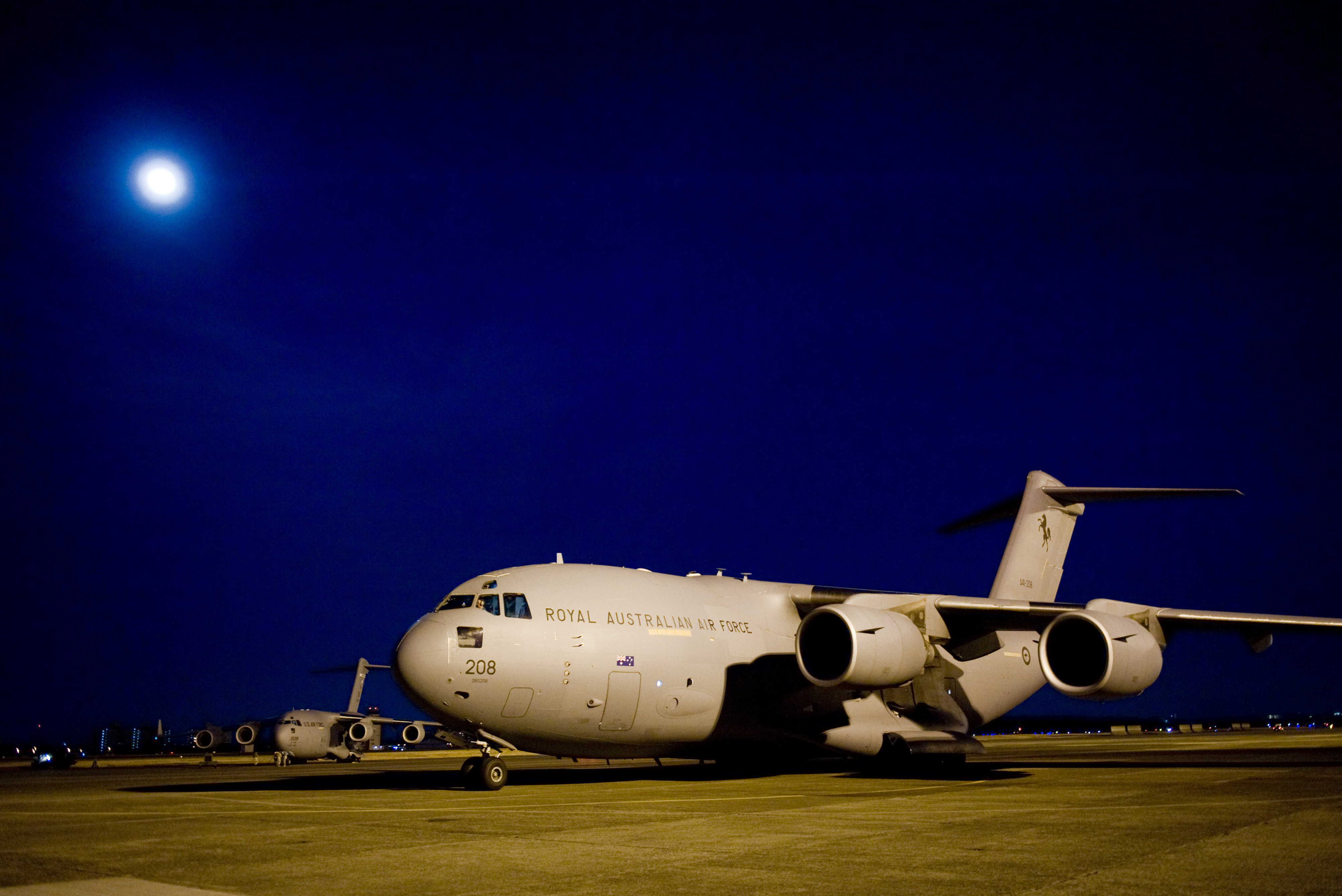
Um C-17 Globemaster do Esquadrão N.º 36 no Japão, prestando apoio humanitário após um terramoto e tsunami, em Março de 2011

O Esquadrão N.º 36 é responsável pelo transporte aéreo estratégico da Austrália, participando em operações militares e humanitárias. Encontra-se instalado na Base Aérea de Amberley, em Queensland, e é subordinado à Asa N.º 86, parte do Grupo de Mobilidade Aérea. A unidade é composta por um conjunto de sectores executivos, administrativos e operacionais. Além de pilotos, o esquadrão tem um conjunto de militares de manutenção, responsáveis pela prontidão operacional do equipamento; frequentemente, são enviados para o teatro onde o esquadrão entra em missão. Contudo, uma parte complexa do serviço de manutenção é efectuado pela Boeing. O brasão oficial da unidade, aprovado em Maio de 1966, apresenta um cavalo que pretende transmitir uma ideia de força, velocidade e mobilidade. O lema da unidade é "Sure" ("Certo").
O esquadrão opera oito aeronaves Boeing C-17 Globemaster III, a primeira das quais entrou em serviço em Dezembro de 2006. A oitava e última, foi entregue ao esquadrão em Novembro de 2015. Estas aeronaves são geralmente operadas por dois pilotos e um tripulante responsável pelo carregamento, acomodação e descarregamento de carga e passageiros. O C-17 consegue transportar 70 toneladas de equipamento, sendo grande o suficiente para transportar helicópteros, tanques, e outros veículos militares. Consegue também transportar 130 passageiros, e foi desenhado para poder lançar paraquedistas ou mercadoria. O C-17 tem um alcance de 10 mil quilómetros e é capaz de operar em pistas pequenas e em más condições. Pilotado com um joystick e comandos fly-by-wire, a aeronave apresenta uma boa manobrabilidade e velocidade tendo em conta o seu tamanho. Pode ser reabastecida em pleno voo por um reabastecedor Airbus A330 MRTT operado pelo Esquadrão N.º 33.

## História

### Segunda Guerra Mundial

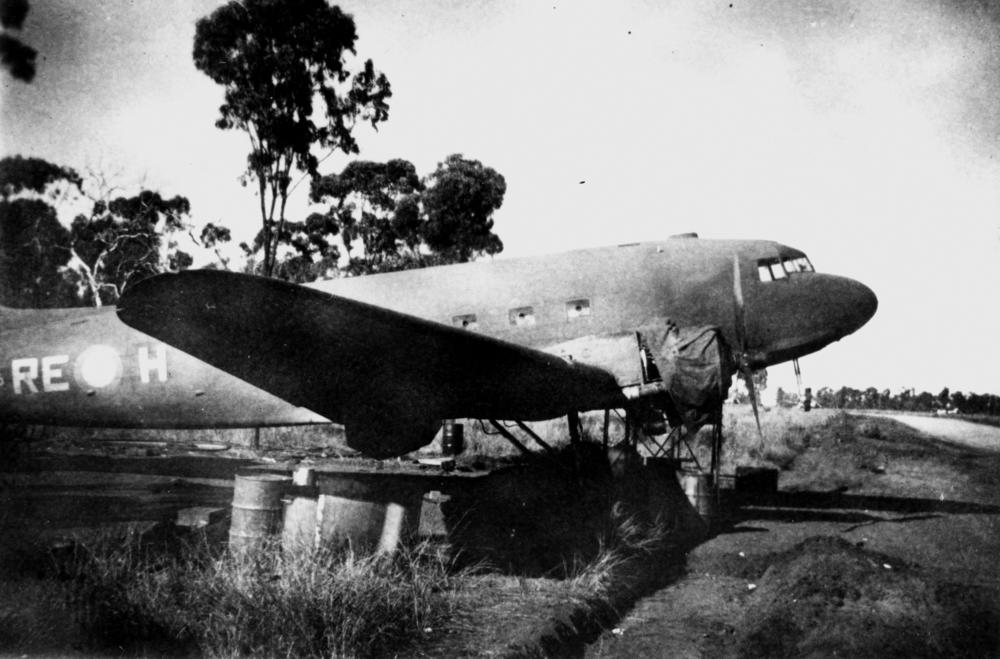
Um Dakota do esquadrão em Queensland, 1943

Durante Fevereiro e Março de 1942, a RAAF formou quatro unidades e transporte aéreo: os esquadrões 33, 34, 35 e 36. O esquadrão 36 foi criado no dia 11 de Março na Estação de Laverton, em Victoria, e ficou sob o comando do Comando da Área do Sul da RAAF. A sua força inicial consistia em 26 militares e um avião Douglas DC-2. Gradualmente, o esquadrão foi crescendo até se tornar numa força com seis aviões DC-2 e várias aeronaves de Havilland, incluindo o DH.84 Dragon, o DH.86 Express, o DH.89 Dragon Rapide e Tiger Moth. Encarregado de realizar missões de transporte aéreo entre a Austrália e Port Moresby, na Nova Guiné, o esquadrão foi transferido para Essendon no dia 17 de Julho. No dia 14 de Setembro, um dos DC-2 sofreu um acidente em Port Moresby; todos os tripulantes faleceram. No dia 11 de Dezembro, o esquadrão foi novamente transferido, desta vez para Townsville, em Queensland. Durante 1943, o esquadrão manteve destacamentos em Essendon e na Nova Guiné, e deu início ao re-equipamento com doze aeronaves Douglas C-47.
No dia 27 de Março de 1943, um Dakota do Esquadrão N.º 36 sofreu um acidente enquanto descolava da Estação de Archerfield, matando todos os 23 ocupantes. No dia 20 de Fevereiro de 1944, o esquadrão foi transferido para Garbutt. Durante a Campanha da Nova Guiné, foi responsável pelo transporte de militares, mercadoria, correio e pelo lançamento de mantimentos. Em 1945, um destacamento composto por aviões Dakota prestou apoio às operações da Asa N.º 84 em Bougainville, realizando cerca de 800 missões entre Janeiro e Junho. O esquadrão perdeu dois aviões Dakota em missões de abastecimento em Aitape durante Fevereiro de 1945. Em Agosto, efectuou uma missão de lançamento de paraquedistas em Singapura, após a qual continuou a desempenhar outras missões de transporte de tropas e mercadorias, assim como repatriação de prisioneiros de guerra. Após o cessar das hostilidades, em Março de 1946, o destacamento de seus aviões Dakota estabeleceram um serviço aéreo de correios entre Morotai e o Japão, onde estavam unidades australianas em missão, como parte da Força de Ocupação da Commonwealth Britânica.

### Bloqueio de Berlim e Guerra da Coreia

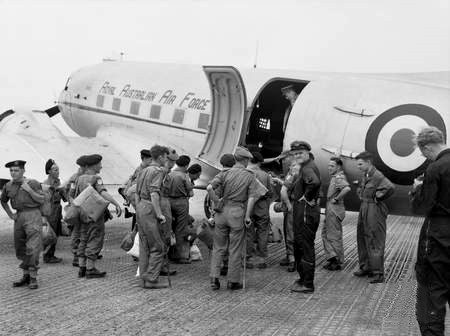
Antigos prisioneiros de guerra a entrarem num Dakota em Sul, na Coreia do Sul, em Agosto de 1953

No dia 19 de Agosto de 1946, o Esquadrão N.º 36 foi transferido para o Aeródromo de Schofields, em Nova Gales do Sul, onde ficou sob o comando da Asa N.º 86, juntamente com o Esquadrão N.º 37 e o Esquadrão N.º 38, que também operavam aviões Dakota, e o Esquadrão N.º 486; este último, um esquadrão de manutenção, realizava os serviços diários de reparação e manutenção de todos os esquadrões de voo, sendo que a manutenção mais profunda era realizada pelo Depósito de Aeronaves N.º 2, na base próxima de Richmond. Voos de correio continuaram a ser efectuados para o Japão até Dezembro de 1947. A 25 de Agosto de 1948, reuniu-se uma força na qual o esquadrão participou, para prestar apoio ao Bloqueio de Berlim, tendo esta missão durante quase um ano. Os australianos transportaram mais de 7 milhões de kg de mercadoria, juntamente com mais de 7 mil passageiros. Em Junho de 1949, o esquadrão foi transferido para a vizinha Base aérea de Richmond.
Voltou a operar em Junho de 1950, com o regresso das tripulações destacadas para ajudarem no Bloqueio de Berlim. Durante esta altura, o Esquadrão N.º 38 foi actuar na Emergência Malaia. Assim, o Esquadrão N.º 36 assumiu o controlo do transporte VIP em outubro de 1950. No dia 21 de Novembro de 1952, o esquadrão foi agraciado com a Gloucester Cup pela sua proficiência. O regresso do Esquadrão N.º 38 fez com que fossem retirados alguns meios ao Esquadrão N.º 36, para que ambos ficassem equilibrados. Este problema levou a que o esquadrão se fundisse com o Esquadrão N.º 38 em 9 de Março de 1953. No dia seguinte, o Esquadrão N.º 36 voltou a ser formado, porém no Japão, a partir do que restava da Unidade de Transporte N.º 30 da RAAF. Aqui, o esquadrão era subordinado da Asa N.º 91, que controlava as unidades da RAAF durante a Guerra da Coreia. A sua nova frota de aeronaves era composta por oito aviões Dakota e um CAC Wirraway. Em Julho e Agosto, o esquadrão evacuou mais de 900 prisioneiros de guerra. A saída do Japão realizou-se no dia 13 de Março de 1955, tendo transportado cerca de 42 000 passageiros e quase 3 milhões de kg em mercadorias, sendo re-estabelecida no dia 1 de Maio em Camberra, para onde a Asa N.º 86 havia sido transferida no ano anterior.

### A era dos C-130

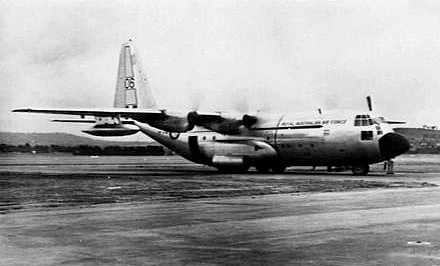
Um C-130A Hercules do Esquadrão N.º 36

O Esquadrão N.º 36 entregou os seus seis aviões Dakota ao Esquadrão N.º 38 em Julho de 1958, antes de ser re-equipado com aeronaves Lockheed C-130. Regressou a Richmond em Agosto, seguido pelo resto da Asa N.º 86 um mês depois. Depois do treino de conversão nos Estados Unidos, o esquadrão tornou-se no primeiro operador não americano do C-130, em Dezembro de 1958, quando recebeu a primeira remessa de doze C-130A; a entrega foi completada em Março de 1959. A história oficial da força aérea australiana do pós-guerra descreve o C-130 como "provavelmente o maior degrau alguma vez subido no que toca em capacidades aeronáuticas" que a RAAF já recebera, considerando a aeronave quatro vezes mais eficiente que o Dakota, tendo em conta a capacidade de carga, o alcance e a velocidade. Em Setembro de 1960, o esquadrão começou a testar o lançamento de paraquedistas a partir da aeronave. Os primeiros voos de transporte de militares até uma zona de combate foram efectuados em Dezembro de 1962, no começo dos confrontos entre a Indonésia e a Malásia; missões similares foram realizada durante os cinco anos seguintes. Em 1963, o esquadrão foi novamente agraciado com a Gloucester Cup.
Em Agosto de 1964, o esquadrão tornou-se numa unidade independente, dado que a Asa N.º 86 foi extinta. Ao mesmo tempo, o Esquadrão N.º 486 também foi extinto, deixando o Esquadrão N.º 36 responsável pela manutenção e reparação das suas próprias aeronaves até 1966, quando o Esquadrão N.º 486 voltou a ser formado para servir os esquadrões 36 e 37, tendo o segundo recebido doze C-130E. Durante a Guerra do Vietname, ambos os esquadrões efectuaram missões de transporte de longo alcance e evacuações médicas entre a Austrália e o Sudeste Asiático. No dia 1 de Abril de 1971, o Príncipe Filipe, Duque de Edinburgo, entregou ao esquadrão o seu próprio estandarte, em reconhecimento pelo serviço prestado durante um quarto de século. Oito dos doze C-130 do esquadrão estiveram envolvidos, na época natalícia de 1974, em missões de humanitárias e de socorro, depois de um ciclone ter atingido a cidade de Darwin; as aeronaves voaram 550 horas, transportando 2864 passageiros e quase 360 mil quilogramas de mercadorias. Servindo o esquadrão durante duas décadas, totalizando 147 mil horas de voo sem um único acidente, os C-130A foram substituídos por C-130H em 1978.

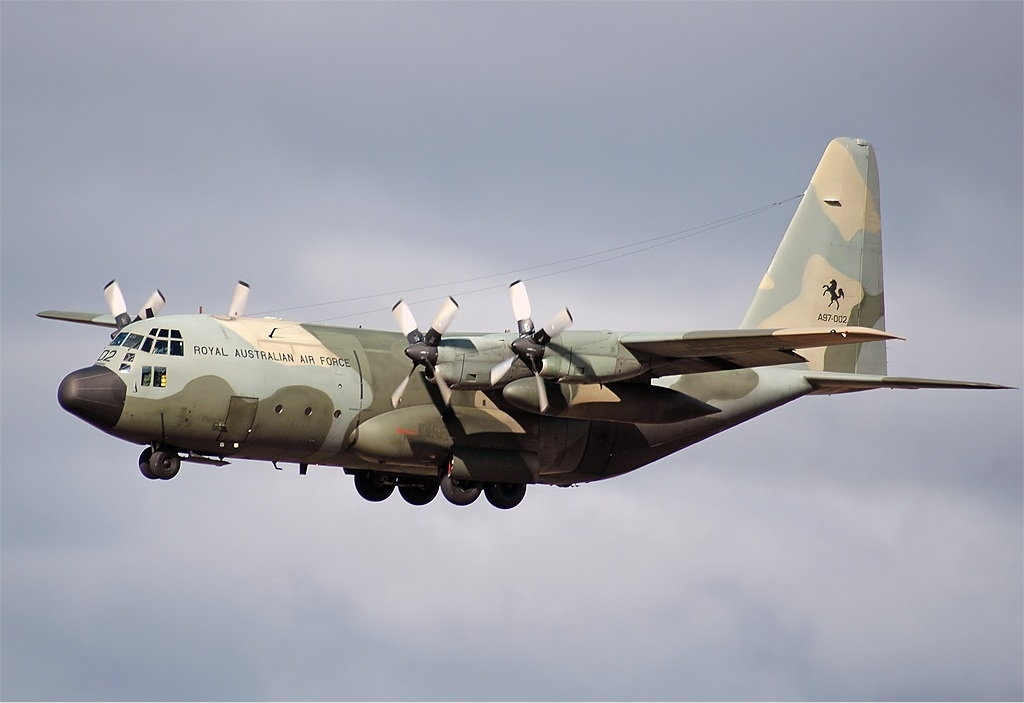
Um C-130H Hercules em Camberra, em Agosto de 2004

Em Novembro de 1978, um dos C-130H do esquadrão tornou-se no primeiro C-130 australiano a aterrar na Antárctida, no Estreito de McMurdo. Em 1984, o esquadrão alcançou as 200 mil horas de voo sem qualquer tipo de acidente. Quando a Asa N.º 86 voltou a ser formada em Richmond, no dia 2 de Fevereiro de 1987, sob o recém-criado Air Lift Group, o Esquadrão N.º 46 ficou sob a sua alçada. Em 1989, o esquadrão foi agraciado pela terceira vez com a Gloucester Cup. Neste ano, o esquadrão providenciou transporte aéreo a civis devido a um confronto entre pilotos civis, que afectou os voos de duas companhias aéreas domésticas; três aeronaves e cinco tripulações tomaram conta da missão, isto para além das suas funções normais. O esquadrão alcançou as 100 mil horas de voo sem qualquer acidente com o C-130 H durante o ano de 1990. Em Dezembro de 1990 e Janeiro de 1991, o esquadrão voou em missão até ao Dubai, em apoio à contribuição naval da Austrália na Guerra do Golfo, e em 1993 transportou militares australianos para a Somália, como parte da Operação Solace. Quatro dos seus C-130H foram equipados com dispositivos de protecção de guerra electrónica, incluindo radar e sistema de detecção de misseis, além de outros equipamentos de defesa. Mais tarde, ainda na década de 1990, um dos C-130H foi equipado com um sistema de detecção e comunicações e transmissões.
Em 1997, depois do Golpe de Estado no Cambodja, seis C-130 do esquadrão evacuaram mais de 450 civis da zona de confronto. O esquadrão voltou a estar responsável pela manutenção das suas próprias aeronaves em 1998, quando o Esquadrão N.º 486 voltou a ser extinto. Entre Setembro de 1999 e Fevereiro de 2000, o esquadrão enviou um destacamento para prestar apoio às operações da Força Internacional para o Timor-Leste. O esquadrão recebeu quatro C-130E que vieram do Esquadrão N.º 37, dado que este iria ser equipado com os novos C-130J; os modelos "E" foram retirados de serviço no ano seguinte. Em 2001, foi agraciado pela quarta vez com a Gloucester Cup. Em outubro de 2002, participou nos esforços humanitários após os atentados em Bali. Em Fevereiro de 2003, enviou um destacamento composto por dois C-130 para o Médio Oriente, como parte da contribuição australiana na invasão do Iraque. As aeronaves chegaram no dia 10 de Fevereiro, e começaram a realizar missões menos de duas semanas depois; um C-130 do Esquadrão N.º 36 tornou-se na primeira aeronave do coligação a aterrar na Base aérea de Al Asad, a oeste de Bagdade, depois de ficar segura pelas forças especiais australianas. Um dos aviões foi atingido por artilharia antiaérea perto de Bagdade no dia 27 de Junho de 2004, ferindo mortalmente um dos passageiros. O destacamento permaneceu no Iraque até Setembro de 2004, quando foi rendido por dois C-130J do Esquadrão N.º 37. O Esquadrão N.º 36 também participou em missões humanitárias de socorro aquando do tsunami de 2004 que ocorreu no Oceano Indico e atingiu, principalmente, a costa de Sumatra.

### A era Globemaster

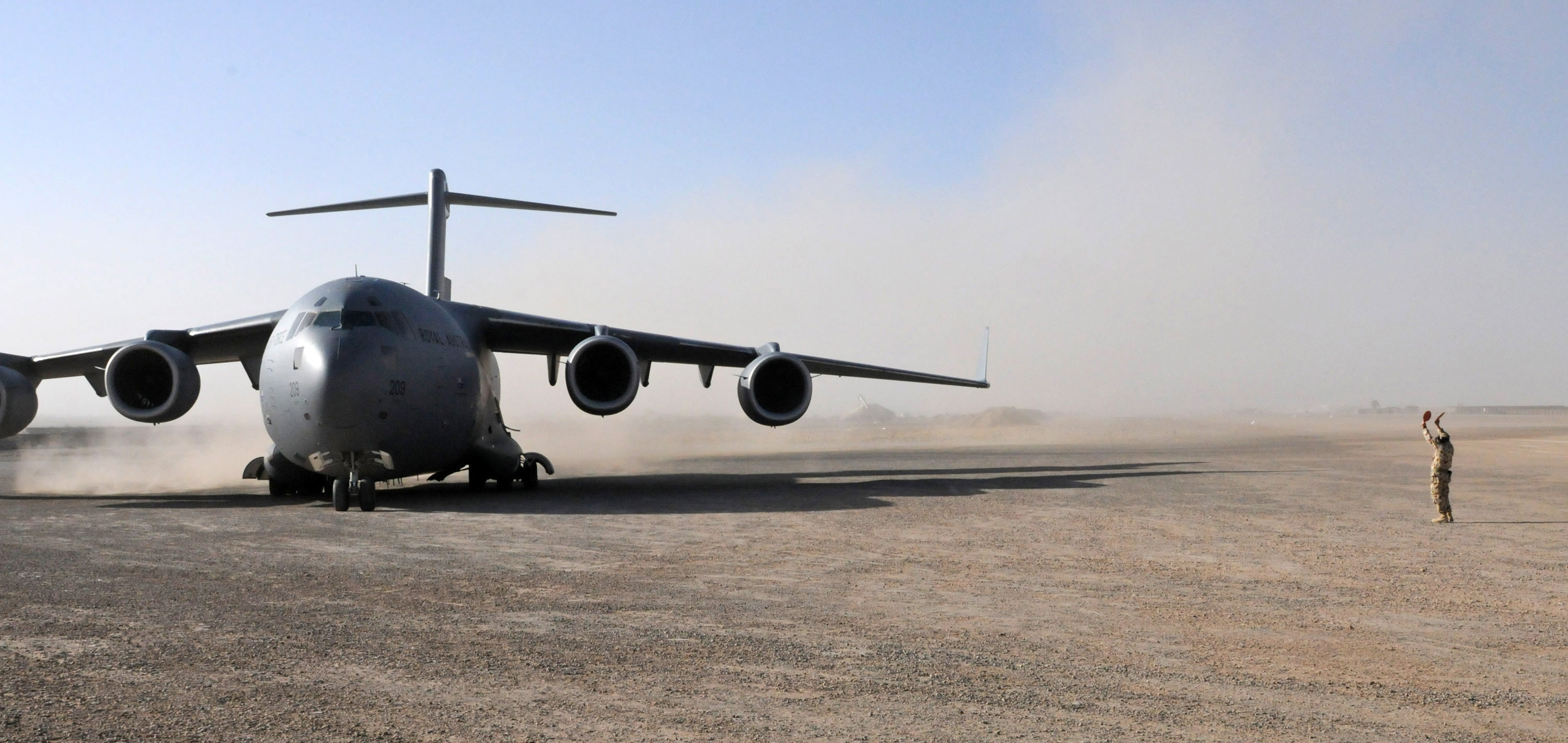
Um C-17 Globemaster a estacionar numa pista no Afeganistão, em Dezembro de 2010

Em Maio de 2006, o Esquadrão N.º 36 começou a receber formação nos Estados Unidos para se prepararem para o re-equipamento do esquadrão com aviões de transporte aéreo pesado Boeing C-17 Globemaster III. Os seus C-130H foram transferidos para o Esquadrão N.º 37 no dia 17 de Novembro de 2006, antes do esquadrão ser transferido para Amberley. Também a 17 de Novembro, Linda Corbould tomou o comando do esquadrão, tornando-se na primeira mulher da história da RAAF a liderar um esquadrão. Corbould foi responsável pela entrega do primeiro Globemaster dos Estados Unidos à Austrália no dia 4 de Dezembro. O esquadrão atingiu capacidade operacional inicial com o C-17 no dia 11 de Setembro de 2007, após oito meses de treino. Em Junho de 2008, o esquadrão voltou a ser agraciado com a Gloucester Cup como o esquadrão da RAAF mais proficiente de 2007. Corbould concluiu o seu percurso como comandante do esquadrão no dia 8 de Dezembro de 2008, o dia do segundo aniversário de operação com o C-17, realizando o primeiro voo da RAAF com uma tripulação composta apenas por elementos femininos.
Desde que foi re-equipado com os C-17, o Esquadrão N.º 36 tem continuado a prestar apoio na Operação Slipper, assim como em operações humanitárias por todo o globo. Em 2011, participou nos esforços de socorro depois as enchentes na Austrália, no sismo de Canterbury e no sismo e tsunami de Tohoku, no Japão. As enchentes na Austrália, mais especificamente em Queensland, fizeram com que dois C-17 fossem evacuados para Richmond, dado que Amberley ficou ameaçada pelo aumento das cheias; dos outros dois C-17, um estava no Médio Oriente e o outro estava a receberem manutenção em Amberley e teve que ser transportado por meios terrestres, escapando às águas. O destacamento para o Japão envolveu os três C-17 disponíveis do esquadrão, estando o quarto ainda em manutenção. No dia 11 de Maio de 2012, um C-17 transportou um tanque M1 Abrams da Base aérea de Darwin até à Baía Shoalwater, para participar em exercícios militares; foi a primeira vez que um Globemaster da RAAF transportou um tanque Abrams que, pesando ele 61 toneladas, estava entre os maior itens singulares que podiam ser transportados por esta aeronave com capacidade máxima de 70 toneladas. Em Novembro do mesmo ano, o esquadrão recebeu o seu sexto Globemaster. Foi novamente agraciado com a Gloucester Cup em Março de 2013 pela proficiência no ano anterior.
Em Setembro de 2014, um C-17 da RAAF foi usado para transportar armamento e munições para o norte do Iraque, depois de uma ofensiva do Estado Islâmico. No dia 10 de Abril de 2015, o Primeiro-ministro Tony Abbott anunciou a compra de mais dois C-17, que elevariam a frota do esquadrão para oito. Sendo que a sua frota iria aumentar, as instalações do Esquadrão N.º 36 foram melhoradas, aumentando a capacidade de manutenção das suas aeronaves nos seus próprios hangares. Também no dia 10 de Abril, o esquadrão voltou a receber a Gloucester Cup, num recorde de sete vezes, e o Troféu de Manutenção da RAAF, também num recorde pela quarta vez. Mais tarde no mesmo mês, um Airbus A330 MRTT do Esquadrão N.º 33 efectuou o primeiro reabastecimento aéreo da RAAF a um Globemaster do Esquadrão N.º 36. No dia 19 de Maio, o Governador-geral Sir Peter Cosgrove entregou ao esquadrão um novo estandarte, ficando o antigo estandarte na Capela da Santíssima Trindade na Base aérea de Williams, em Victoria. Em Junho de 2016, o esquadrão foi agraciado com a Meritorious Unit Citation, pelo "serviço exemplar em operações militares pelo Médio Oriente entre Janeiro de 2002 e Junho de 2014".